# Pallavolo Villanterio
Pour les articles homonymes, voir Pavie (homonymie).
Maillots
Le Pallavolo Villanterio, est un ancien club italien de volley-ball féminin basé dans la province de Pavie, d'abord à Villanterio, puis à Pavie, et ayant existé de 1995 à 2014.

## Historique
Au cours de la saison 2005-06, est transféré de Villanterio à Pavie le siège social du club, tout en conservant le nom de celui-ci. 
À la fin de la saison 2013-14, le Pallavolo Villanterio mettant fin à ses activités, il vend son titre sportif au nouvellement créé Pavie Volley (it) (Pavia Volley), ce qui permet à celui-ci d'être admis à participer à la série A2 italienne pour la saison 2014-15. 

## Effectifs

### Saison 2014-2015
Entraîneur :  Rosario Braia
| No  | Nom                   | Date de Naissance | Taille | Poids | Nationalité | Poste                     |
| --- | --------------------- | ----------------- | ------ | ----- | ----------- | ------------------------- |
| 1.  | Flávia Assis          | 7 septembre 1979  | 183    | 76    | Brésil      | Centrale                  |
| 3.  | Fernanda Ferreira     | 10 janvier 1980   | 172    | 66    | Brésil      | Passeuse                  |
| 4.  | Cecilia Nicolini      | 18 juin 1994      | 181    |       | Italie      | Passeuse                  |
| 7.  | Laura Garavaglia      | 28 décembre 1989  | 185    |       | Italie      | Réceptionneuse-attaquante |
| 8.  | Celeste Poma          | 10 novembre 1991  | 165    | 58    | Italie      | Libero                    |
| 9.  | Federica Bianchi      | 28 août 1993      | 175    |       | Italie      | Centrale                  |
| 10. | Michela Catena        | 11 septembre 1991 | 191    |       | Italie      | Réceptionneuse-attaquante |
| 11. | Marianna Di Bonifacio | 11 février 1994   | 185    |       | Italie      | Réceptionneuse-attaquante |
| 12. | Ginevra Poma          | 6 novembre 1995   | 170    |       | Italie      | Réceptionneuse-attaquante |
| 13. | Flavia Assirelli      | 26 septembre 1990 | 183    |       | Italie      | Centrale                  |
| 14. | Valentina Civardi     | 14 janvier 1998   | 182    |       | Italie      | Passeuse                  |
| 15. | Elena Cappelli        | 23 mai 1996       | 187    |       | Italie      | Réceptionneuse-attaquante |
| 16. | Asia Cogliandro       | 12 janvier 1996   | 184    |       | Italie      | Centrale                  |
| ?.  | Sofia D'Alessandro    | 1er janvier 1998  | 180    |       | Italie      | Centrale                  |